# Fort Mohave, Arizona
Fort Mohave je naseljeno područje za statističke svrhe u američkoj saveznoj državi Arizona. Prema popisu stanovništva iz 2010. u njemu je živjelo 14,364 stanovnika.